# Sojuz 34
Sojuz 34  byla kosmická loď SSSR z roku 1979, která bez posádky odletěla na sovětskou orbitální stanici Saljut 6. Podle katalogu COSPAR dostala označení 1979-049A a byl to 69. registrovaný let kosmické lodě ze Země. Loď byla využita pro návrat posádky stanice na Zem.

## Posádka při letu na Zem
Dvoučlennou posádku tvořili tito kosmonauti:
- Vladimír Ljachov, Rus, 38 roků, první let
- Valerij Rjumin, 40 roků, Rus, druhý let

## Průběh letu

### Start
Loď odstartovala bez posádky 6. června 1979 večer z kosmodromu Bajkonur s pomocí rakety Sojuz U. Start se vydařil, loď se dostala na orbitu 198 – 270 km.

### Výměna lodí
Před připojovacím manévrem se od Saljutu 6 odpojil zásobovací Prograss 6 a krátce poté se na uvolněný zadní spojovací uzel připojila dálkově ovládaná loď Sojuz 34. Na druhém uzlu byla připojena starší loď Sojuz 32, protože však překročila povolenou dobu pobytu ve vesmíru, po 5 dnech od příletu lodě náhradní bez posádky odletěla k Zemi a u stanice Saljut 6 zůstala pouze loď Sojuz 34.

### Návrat na Zem
Stálá posádka použila novou loď pro návrat k Zemi 19. srpna 1979. S pomocí motorů a padákového systému kabina s oběma kosmonauty přistála na území Kazachstánu 170 km jihovýchodně od Džezkazkanu.

## Konstrukce Sojuzu
Udaná startovací hmotnost byla 6800 kg vč.200 kg paliva pro manévrování a brzdění. Loď se obdobně jako ostatní lodě Sojuz skládala ze tří částí, kulovité orbitální sekce, návratové kabiny a sekce přístrojové. Měla namontováno spojovací zařízení a padákový systém.